# Mistrzostwa Azji w Piłce Siatkowej Mężczyzn 2015
XVIII Mistrzostwa Azji w Piłce Siatkowej Mężczyzn – osiemnasta edycja siatkarskich Mistrzostw Azji. Turniej odbył się w Teheranie pomiędzy 31 lipca a 8 sierpnia 2015 roku.

## Podział drużyn w grupach
| Grupa A                                | Grupa B                            | Grupa C                                  | Grupa D                         |
| -------------------------------------- | ---------------------------------- | ---------------------------------------- | ------------------------------- |
| Iran Kazachstan Kuwejt Chińskie Tajpej | Australia Indie Turkmenistan Katar | Korea Południowa Tajlandia Pakistan Oman | Chiny Japonia Sri Lanka Bahrajn |

W grupie C miała zagrać również reprezentacja Arabii Saudyjskiej, jednak wycofała się z rozgrywek. W związku z tym reprezentację Omanu przeniesiono z grupy A do grupy C.

## System rozgrywek
Turniej składał się z kilku etapów. W pierwszej rundzie zespoły podzielone na cztery grupy rozgrywały mecze w systemie kołowym "każdy z każdym". Po dwie najlepsze drużyny z każdej grupy trafiły do grup E i F drugiej rundy, a pozostałe do grup G i H, przy czym w drugiej rundzie w jednej grupie znajdowały się zespoły z grup A i C lub B i D.
W druga runda również rozgrywana była w systemie kołowym, przy czym uwzględniano również wyniki meczów między konkretnymi zespołami z pierwszej rundy. Wszystkie drużyny z grup E i F trafiły do ćwierćfinałów. Po dwie najlepsze reprezentacje z grup G i H utworzyły pary w rywalizacji o miejsca 9-12., natomiast pozostałe - o miejsca 13-16.
Pary ćwierćfinałowe utworzono według schematu 1E-4F, 2E-3F, 3E-2F, 4E-1F. Przegrani ćwierćfinałów utworzyli pary w rywalizacji o miejsca 5-8. - wygrani zagrali o 5. miejsce, a przegrani o 7. miejsce. Na analogicznych zasadach toczyła się rywalizacja o miejsca 9-12. oraz 13-16.

## Wyniki

### I Runda
awans do grupy E i F
     awans do grupy G i H

#### Grupa A
| Lp. | Drużyna         | Mecze | Mecze   | Mecze   | Pkt | Małe punkty | Małe punkty | Małe punkty | Sety | Sety | Sety  |
| Lp. | Drużyna         | M     | W (3:2) | P (2:3) | Pkt | zdob.       | str.        | ratio       | wyg. | prz. | ratio |
| --- | --------------- | ----- | ------- | ------- | --- | ----------- | ----------- | ----------- | ---- | ---- | ----- |
| 1   | Iran            | 3     | 3 (0)   | 0 (0)   | 9   | 227         | 163         | 1.393       | 9    | 0    | MAX   |
| 2   | Chińskie Tajpej | 3     | 2 (0)   | 1 (0)   | 6   | 228         | 222         | 1.027       | 6    | 4    | 1.500 |
| 3   | Kazachstan      | 3     | 1 (0)   | 2 (0)   | 3   | 229         | 231         | 0.991       | 4    | 6    | 0.667 |
| 4   | Kuwejt          | 3     | 0 (0)   | 3 (0)   | 0   | 160         | 228         | 0.702       | 0    | 9    | 0.000 |

Źródło: asianvolleyball.net 
Punktacja: 3:0 i 3:1 – 3 pkt; 3:2 – 2 pkt; 2:3 – 1 pkt; 1:3 i 0:3 – 0 pkt
Zasady ustalania kolejności: 1. liczba zwycięstw; 2. liczba punktów; 3. stosunek małych punktów; 4. stosunek setów; 5. bilans w bezpośrednich meczach
| Data  | Godz. | Drużyna 1       | Wynik | Drużyna 2       | 1     | 2     | 3     | 4     | 5 | Widzów | * |
| ----- | ----- | --------------- | ----- | --------------- | ----- | ----- | ----- | ----- | - | ------ | - |
| 31.07 | 13:00 | Chińskie Tajpej | 3:1   | Kazachstan      | 25:22 | 24:26 | 25:21 | 25:21 |   |        |   |
| 31.07 | 19:00 | Kuwejt          | 0:3   | Iran            | 13:25 | 22:25 | 13:25 |       |   |        |   |
| 01.08 | 15:00 | Chińskie Tajpej | 3:0   | Kuwejt          | 28:26 | 25:17 | 25:14 |       |   |        |   |
| 01.08 | 19:00 | Kazachstan      | 0:3   | Iran            | 23:25 | 16:25 | 25:27 |       |   |        |   |
| 02.08 | 17:00 | Kazachstan      | 3:0   | Kuwejt          | 25:17 | 25:20 | 25:18 |       |   |        |   |
| 02.08 | 19:00 | Iran            | 3:0   | Chińskie Tajpej | 25:16 | 25:16 | 25:19 |       |   |        |   |

#### Grupa B
| Lp. | Drużyna      | Mecze | Mecze   | Mecze   | Pkt | Małe punkty | Małe punkty | Małe punkty | Sety | Sety | Sety  |
| Lp. | Drużyna      | M     | W (3:2) | P (2:3) | Pkt | zdob.       | str.        | ratio       | wyg. | prz. | ratio |
| --- | ------------ | ----- | ------- | ------- | --- | ----------- | ----------- | ----------- | ---- | ---- | ----- |
| 1   | Katar        | 3     | 3 (0)   | 0 (0)   | 9   | 279         | 228         | 1.224       | 9    | 2    | 4.500 |
| 2   | Australia    | 3     | 2 (0)   | 1 (0)   | 6   | 244         | 211         | 1.156       | 7    | 3    | 2.333 |
| 3   | Indie        | 3     | 1 (0)   | 2 (0)   | 3   | 190         | 217         | 0.876       | 3    | 6    | 0.500 |
| 4   | Turkmenistan | 3     | 0 (0)   | 3 (0)   | 0   | 196         | 253         | 0.775       | 1    | 9    | 0.111 |

Źródło: asianvolleyball.net 
Punktacja: 3:0 i 3:1 – 3 pkt; 3:2 – 2 pkt; 2:3 – 1 pkt; 1:3 i 0:3 – 0 pkt
Zasady ustalania kolejności: 1. liczba zwycięstw; 2. liczba punktów; 3. stosunek małych punktów; 4. stosunek setów; 5. bilans w bezpośrednich meczach
| Data  | Godz. | Drużyna 1    | Wynik | Drużyna 2    | 1     | 2     | 3     | 4     | 5 | Widzów | * |
| ----- | ----- | ------------ | ----- | ------------ | ----- | ----- | ----- | ----- | - | ------ | - |
| 31.07 | 18:00 | Indie        | 3:0   | Turkmenistan | 25:27 | 25:21 | 25:21 |       |   |        |   |
| 31.07 | 17:00 | Katar        | 3:1   | Australia    | 25:22 | 28:30 | 25:22 | 25:20 |   |        |   |
| 01.08 | 13:00 | Turkmenistan | 0:3   | Australia    | 11:25 | 21:25 | 22:25 |       |   |        |   |
| 01.08 | 15:00 | Indie        | 0:3   | Katar        | 18:25 | 19:25 | 22:25 |       |   |        |   |
| 02.08 | 13:00 | Turkmenistan | 1:3   | Katar        | 14:25 | 28:26 | 13:25 | 20:25 |   |        |   |
| 02.08 | 15:00 | Australia    | 3:0   | Indie        | 25:19 | 25:19 | 25:16 |       |   |        |   |

#### Grupa C
| Lp. | Drużyna          | Mecze | Mecze   | Mecze   | Pkt | Małe punkty | Małe punkty | Małe punkty | Sety | Sety | Sety  |
| Lp. | Drużyna          | M     | W (3:2) | P (2:3) | Pkt | zdob.       | str.        | ratio       | wyg. | prz. | ratio |
| --- | ---------------- | ----- | ------- | ------- | --- | ----------- | ----------- | ----------- | ---- | ---- | ----- |
| 1   | Korea Południowa | 3     | 3 (1)   | 0 (0)   | 8   | 265         | 220         | 1.205       | 9    | 2    | 4.500 |
| 2   | Tajlandia        | 3     | 2 (2)   | 1 (1)   | 5   | 328         | 308         | 1.065       | 8    | 7    | 1.143 |
| 3   | Pakistan         | 3     | 1 (0)   | 2 (1)   | 4   | 229         | 246         | 0.931       | 5    | 6    | 0.833 |
| 4   | Oman             | 3     | 0 (0)   | 3 (1)   | 1   | 219         | 267         | 0.820       | 2    | 9    | 0.222 |

Źródło: asianvolleyball.net 
Punktacja: 3:0 i 3:1 – 3 pkt; 3:2 – 2 pkt; 2:3 – 1 pkt; 1:3 i 0:3 – 0 pkt
Zasady ustalania kolejności: 1. liczba zwycięstw; 2. liczba punktów; 3. stosunek małych punktów; 4. stosunek setów; 5. bilans w bezpośrednich meczach
| Data  | Godz. | Drużyna 1        | Wynik | Drużyna 2        | 1     | 2     | 3     | 4     | 5     | Widzów | * |
| ----- | ----- | ---------------- | ----- | ---------------- | ----- | ----- | ----- | ----- | ----- | ------ | - |
| 31.07 | 13:00 | Oman             | 0:3   | Korea Południowa | 19:25 | 17:25 | 27:29 |       |       |        |   |
| 31.07 | 15:00 | Pakistan         | 2:3   | Tajlandia        | 25:23 | 25:20 | 23:25 | 18:25 | 13:15 |        |   |
| 01.08 | 13:00 | Oman             | 0:3   | Pakistan         | 23:25 | 21:25 | 19:25 |       |       |        |   |
| 01.08 | 15:00 | Korea Południowa | 3:2   | Tajlandia        | 26:24 | 21:25 | 24:26 | 25:21 | 15:11 |        |   |
| 02.08 | 13:00 | Korea Południowa | 3:0   | Pakistan         | 25:21 | 25:12 | 25:17 |       |       |        |   |
| 02.08 | 15:00 | Tajlandia        | 3:2   | Oman             | 25:27 | 25:20 | 23:25 | 25:11 | 15:10 |        |   |

#### Grupa D
| Lp. | Drużyna   | Mecze | Mecze   | Mecze   | Pkt | Małe punkty | Małe punkty | Małe punkty | Sety | Sety | Sety  |
| Lp. | Drużyna   | M     | W (3:2) | P (2:3) | Pkt | zdob.       | str.        | ratio       | wyg. | prz. | ratio |
| --- | --------- | ----- | ------- | ------- | --- | ----------- | ----------- | ----------- | ---- | ---- | ----- |
| 1   | Chiny     | 3     | 3 (0)   | 0 (0)   | 9   | 248         | 199         | 1.246       | 9    | 1    | 9.000 |
| 2   | Japonia   | 3     | 2 (0)   | 1 (0)   | 6   | 256         | 234         | 1.094       | 7    | 4    | 1.750 |
| 3   | Bahrajn   | 3     | 1 (0)   | 2 (0)   | 3   | 196         | 210         | 0.933       | 3    | 6    | 0.500 |
| 4   | Sri Lanka | 3     | 0 (0)   | 3 (0)   | 0   | 189         | 246         | 0.768       | 1    | 9    | 0.111 |

Źródło: asianvolleyball.net 
Punktacja: 3:0 i 3:1 – 3 pkt; 3:2 – 2 pkt; 2:3 – 1 pkt; 1:3 i 0:3 – 0 pkt
Zasady ustalania kolejności: 1. liczba zwycięstw; 2. liczba punktów; 3. stosunek małych punktów; 4. stosunek setów; 5. bilans w bezpośrednich meczach
| Data  | Godz. | Drużyna 1 | Wynik | Drużyna 2 | 1     | 2     | 3     | 4     | 5 | Widzów | * |
| ----- | ----- | --------- | ----- | --------- | ----- | ----- | ----- | ----- | - | ------ | - |
| 31.07 | 17:00 | Chiny     | 3:0   | Sri Lanka | 25:11 | 25:22 | 25:20 |       |   |        |   |
| 31.07 | 19:00 | Japonia   | 3:0   | Bahrajn   | 26:24 | 25:12 | 25:23 |       |   |        |   |
| 01.08 | 17:00 | Chiny     | 3:1   | Japonia   | 25:20 | 25:17 | 23:25 | 25:22 |   |        |   |
| 01.08 | 19:00 | Sri Lanka | 0:3   | Bahrajn   | 21:25 | 22:25 | 16:25 |       |   |        |   |
| 02.08 | 17:00 | Bahrajn   | 0:3   | Chiny     | 18:25 | 23:25 | 21:25 |       |   |        |   |
| 02.08 | 19:00 | Sri Lanka | 1:3   | Japonia   | 16:25 | 25:21 | 16:25 | 20:25 |   |        |   |

### II Runda
awans do ćwierćfinału
     mecze o miejsca 9.-12.
     mecze o miejsca 13.-16.

#### Grupa E
| Lp. | Drużyna          | Mecze | Mecze   | Mecze   | Pkt | Małe punkty | Małe punkty | Małe punkty | Sety | Sety | Sety  |
| Lp. | Drużyna          | M     | W (3:2) | P (2:3) | Pkt | zdob.       | str.        | ratio       | wyg. | prz. | ratio |
| --- | ---------------- | ----- | ------- | ------- | --- | ----------- | ----------- | ----------- | ---- | ---- | ----- |
| 1   | Korea Południowa | 3     | 3 (1)   | 0 (0)   | 8   | 281         | 253         | 1.111       | 9    | 3    | 3.000 |
| 2   | Iran             | 3     | 2 (0)   | 1 (0)   | 6   | 244         | 197         | 1.239       | 7    | 3    | 2.333 |
| 3   | Chińskie Tajpej  | 3     | 1 (0)   | 2 (0)   | 3   | 178         | 214         | 0.832       | 3    | 6    | 0.500 |
| 4   | Tajlandia        | 3     | 0 (0)   | 3 (1)   | 1   | 222         | 261         | 0.851       | 2    | 9    | 0.222 |

Źródło: asianvolleyball.net 
Punktacja: 3:0 i 3:1 – 3 pkt; 3:2 – 2 pkt; 2:3 – 1 pkt; 1:3 i 0:3 – 0 pkt
Zasady ustalania kolejności: 1. liczba zwycięstw; 2. liczba punktów; 3. stosunek małych punktów; 4. stosunek setów; 5. bilans w bezpośrednich meczach
| Data  | Godz. | Drużyna 1        | Wynik | Drużyna 2        | 1     | 2     | 3     | 4     | 5 | Widzów | * |
| ----- | ----- | ---------------- | ----- | ---------------- | ----- | ----- | ----- | ----- | - | ------ | - |
| 03.08 | 13:00 | Korea Południowa | 3:0   | Chińskie Tajpej  | 25:15 | 25:20 | 25:17 |       |   |        |   |
| 03.08 | 19:00 | Iran             | 3:0   | Tajlandia        | 25:20 | 25:11 | 25:20 |       |   |        |   |
| 04.08 | 13:00 | Chińskie Tajpej  | 3:0   | Tajlandia        | 25:22 | 25:20 | 25:22 |       |   |        |   |
| 04.08 | 19:00 | Iran             | 1:3   | Korea Południowa | 25:17 | 26:28 | 20:25 | 23:25 |   |        |   |

#### Grupa F
| Lp. | Drużyna   | Mecze | Mecze   | Mecze   | Pkt | Małe punkty | Małe punkty | Małe punkty | Sety | Sety | Sety  |
| Lp. | Drużyna   | M     | W (3:2) | P (2:3) | Pkt | zdob.       | str.        | ratio       | wyg. | prz. | ratio |
| --- | --------- | ----- | ------- | ------- | --- | ----------- | ----------- | ----------- | ---- | ---- | ----- |
| 1   | Chiny     | 3     | 3 (1)   | 0 (0)   | 8   | 273         | 247         | 1.105       | 9    | 3    | 3.000 |
| 2   | Katar     | 3     | 2 (1)   | 1 (1)   | 6   | 299         | 300         | 0.997       | 8    | 6    | 1.333 |
| 3   | Australia | 3     | 1 (0)   | 2 (0)   | 3   | 260         | 269         | 0.967       | 4    | 7    | 0.571 |
| 4   | Japonia   | 3     | 0 (0)   | 3 (1)   | 1   | 281         | 297         | 0.946       | 4    | 9    | 0.444 |

Źródło: asianvolleyball.net 
Punktacja: 3:0 i 3:1 – 3 pkt; 3:2 – 2 pkt; 2:3 – 1 pkt; 1:3 i 0:3 – 0 pkt
Zasady ustalania kolejności: 1. liczba zwycięstw; 2. liczba punktów; 3. stosunek małych punktów; 4. stosunek setów; 5. bilans w bezpośrednich meczach
| Data  | Godz. | Drużyna 1 | Wynik | Drużyna 2 | 1     | 2     | 3     | 4     | 5     | Widzów | * |
| ----- | ----- | --------- | ----- | --------- | ----- | ----- | ----- | ----- | ----- | ------ | - |
| 03.08 | 15:00 | Katar     | 3:2   | Japonia   | 25:19 | 25:23 | 15:25 | 19:25 | 17:15 |        |   |
| 03.08 | 17:00 | Chiny     | 3:0   | Australia | 25:23 | 25:21 | 26:24 |       |       |        |   |
| 04.08 | 15:00 | Australia | 3:1   | Japonia   | 23:25 | 25:21 | 25:23 | 25:21 |       |        |   |
| 04.08 | 17:00 | Katar     | 2:3   | Chiny     | 25:17 | 16:25 | 25:17 | 19:25 | 10:15 |        |   |

#### Grupa G
| Lp. | Drużyna    | Mecze | Mecze   | Mecze   | Pkt | Małe punkty | Małe punkty | Małe punkty | Sety | Sety | Sety  |
| Lp. | Drużyna    | M     | W (3:2) | P (2:3) | Pkt | zdob.       | str.        | ratio       | wyg. | prz. | ratio |
| --- | ---------- | ----- | ------- | ------- | --- | ----------- | ----------- | ----------- | ---- | ---- | ----- |
| 1   | Kazachstan | 3     | 3 (1)   | 0 (0)   | 8   | 274         | 241         | 1.137       | 9    | 3    | 3.000 |
| 2   | Pakistan   | 3     | 2 (1)   | 1 (1)   | 6   | 281         | 269         | 1.045       | 8    | 5    | 1.600 |
| 3   | Kuwejt     | 3     | 1 (0)   | 2 (1)   | 4   | 255         | 273         | 0.934       | 5    | 7    | 0.714 |
| 4   | Oman       | 3     | 0 (0)   | 3 (0)   | 0   | 241         | 268         | 0.899       | 2    | 9    | 0.222 |

Źródło: asianvolleyball.net 
Punktacja: 3:0 i 3:1 – 3 pkt; 3:2 – 2 pkt; 2:3 – 1 pkt; 1:3 i 0:3 – 0 pkt
Zasady ustalania kolejności: 1. liczba zwycięstw; 2. liczba punktów; 3. stosunek małych punktów; 4. stosunek setów; 5. bilans w bezpośrednich meczach
| Data  | Godz. | Drużyna 1  | Wynik | Drużyna 2 | 1     | 2     | 3     | 4     | 5     | Widzów | * |
| ----- | ----- | ---------- | ----- | --------- | ----- | ----- | ----- | ----- | ----- | ------ | - |
| 03.08 | 13:00 | Kazachstan | 3:1   | Oman      | 25:22 | 25:23 | 20:25 | 25:17 |       |        |   |
| 03.08 | 15:00 | Pakistan   | 3:2   | Kuwejt    | 25:19 | 25:23 | 21:25 | 21:25 | 15:10 |        |   |
| 04.08 | 13:00 | Kuwejt     | 3:1   | Oman      | 25:22 | 23:25 | 25:21 | 25:23 |       |        |   |
| 04.08 | 15:00 | Kazachstan | 3:2   | Pakistan  | 21:25 | 25:20 | 18:25 | 25:17 | 15:12 |        |   |

#### Grupa H
| Lp. | Drużyna      | Mecze | Mecze   | Mecze   | Pkt | Małe punkty | Małe punkty | Małe punkty | Sety | Sety | Sety  |
| Lp. | Drużyna      | M     | W (3:2) | P (2:3) | Pkt | zdob.       | str.        | ratio       | wyg. | prz. | ratio |
| --- | ------------ | ----- | ------- | ------- | --- | ----------- | ----------- | ----------- | ---- | ---- | ----- |
| 1   | Bahrajn      | 3     | 3 (1)   | 0 (0)   | 8   | 249         | 227         | 1.097       | 9    | 2    | 4.500 |
| 2   | Indie        | 3     | 2 (0)   | 1 (1)   | 7   | 254         | 221         | 1.149       | 8    | 3    | 2.667 |
| 3   | Sri Lanka    | 3     | 1 (0)   | 2 (0)   | 3   | 217         | 236         | 0.919       | 3    | 7    | 0.429 |
| 4   | Turkmenistan | 3     | 0 (0)   | 3 (0)   | 0   | 219         | 255         | 0.859       | 1    | 9    | 0.111 |

Źródło: asianvolleyball.net 
Punktacja: 3:0 i 3:1 – 3 pkt; 3:2 – 2 pkt; 2:3 – 1 pkt; 1:3 i 0:3 – 0 pkt
Zasady ustalania kolejności: 1. liczba zwycięstw; 2. liczba punktów; 3. stosunek małych punktów; 4. stosunek setów; 5. bilans w bezpośrednich meczach
| Data  | Godz. | Drużyna 1    | Wynik | Drużyna 2    | 1     | 2     | 3     | 4     | 5     | Widzów | * |
| ----- | ----- | ------------ | ----- | ------------ | ----- | ----- | ----- | ----- | ----- | ------ | - |
| 03.08 | 17:00 | Indie        | 3:0   | Sri Lanka    | 25:17 | 25:22 | 25:20 |       |       |        |   |
| 03.08 | 19:00 | Bahrajn      | 3:0   | Turkmenistan | 29:27 | 25:17 | 25:22 |       |       |        |   |
| 04.08 | 17:00 | Turkmenistan | 1:3   | Sri Lanka    | 19:25 | 18:25 | 26:24 | 23:25 |       |        |   |
| 04.08 | 19:00 | Indie        | 2:3   | Bahrajn      | 16:25 | 25:15 | 25:14 | 22:25 | 14:16 |        |   |

### Runda finałowa

#### Rywalizacja o miejsca 13.-16.
| Data  | Godz. | Drużyna 1 | Wynik | Drużyna 2    | 1     | 2     | 3     | 4     | 5 | Widzów | * |
| ----- | ----- | --------- | ----- | ------------ | ----- | ----- | ----- | ----- | - | ------ | - |
| 06.08 | 13:00 | Kuwejt    | 3:1   | Turkmenistan | 23:25 | 25:20 | 25:19 | 27:25 |   |        |   |
| 06.08 | 15:00 | Sri Lanka | 3:1   | Oman         | 25:22 | 25:19 | 21:25 | 25:14 |   |        |   |

#### Rywalizacja o miejsca 9.-12.
| Data  | Godz. | Drużyna 1  | Wynik | Drużyna 2 | 1     | 2     | 3     | 4     | 5    | Widzów | * |
| ----- | ----- | ---------- | ----- | --------- | ----- | ----- | ----- | ----- | ---- | ------ | - |
| 06.08 | 17:00 | Kazachstan | 3:1   | Indie     | 25:15 | 26:24 | 30:32 | 25:21 |      |        |   |
| 06.08 | 19:00 | Bahrajn    | 2:3   | Pakistan  | 25:21 | 20:25 | 25:27 | 25:15 | 9:15 |        |   |

#### Ćwierćfinały
| Data  | Godz. | Drużyna 1        | Wynik | Drużyna 2       | 1     | 2     | 3     | 4     | 5     | Widzów | * |
| ----- | ----- | ---------------- | ----- | --------------- | ----- | ----- | ----- | ----- | ----- | ------ | - |
| 06.08 | 13:00 | Korea Południowa | 2:3   | Japonia         | 23:25 | 16:25 | 25:20 | 25:15 | 13:15 |        |   |
| 06.08 | 15:00 | Chiny            | 3:0   | Tajlandia       | 25:20 | 27:25 | 30:28 |       |       |        |   |
| 06.08 | 17:00 | Katar            | 3:1   | Chińskie Tajpej | 25:20 | 25:19 | 17:25 | 25:22 |       |        |   |
| 06.08 | 19:00 | Iran             | 3:1   | Australia       | 25:20 | 14:25 | 25:18 | 25:20 |       |        |   |

#### Mecz o 15. miejsce
| Data  | Godz. | Drużyna 1    | Wynik | Drużyna 2 | 1     | 2     | 3     | 4     | 5     | Widzów | * |
| ----- | ----- | ------------ | ----- | --------- | ----- | ----- | ----- | ----- | ----- | ------ | - |
| 07.08 | 13:00 | Turkmenistan | 2:3   | Oman      | 25:22 | 26:24 | 19:25 | 28:30 | 10:15 |        |   |

#### Mecz o 13. miejsce
| Data  | Godz. | Drużyna 1 | Wynik | Drużyna 2 | 1     | 2     | 3     | 4 | 5 | Widzów | * |
| ----- | ----- | --------- | ----- | --------- | ----- | ----- | ----- | - | - | ------ | - |
| 07.08 | 15:00 | Kuwejt    | 2:3   | Sri Lanka | 26:28 | 17:25 | 14:25 |   |   |        |   |

#### Mecz o 11. miejsce
| Data  | Godz. | Drużyna 1 | Wynik | Drużyna 2 | 1     | 2     | 3     | 4     | 5     | Widzów | * |
| ----- | ----- | --------- | ----- | --------- | ----- | ----- | ----- | ----- | ----- | ------ | - |
| 07.08 | 17:00 | Indie     | 3:2   | Bahrajn   | 18:25 | 25:23 | 25:13 | 18:25 | 15:13 |        |   |

#### Mecz o 9. miejsce
| Data  | Godz. | Drużyna 1  | Wynik | Drużyna 2 | 1     | 2     | 3     | 4 | 5 | Widzów | * |
| ----- | ----- | ---------- | ----- | --------- | ----- | ----- | ----- | - | - | ------ | - |
| 07.08 | 19:00 | Kazachstan | 3:0   | Pakistan  | 25:22 | 25:19 | 25:22 |   |   |        |   |

#### Rywalizacja o miejsca 5.-8.
| Data  | Godz. | Drużyna 1        | Wynik | Drużyna 2       | 1     | 2     | 3     | 4     | 5 | Widzów | * |
| ----- | ----- | ---------------- | ----- | --------------- | ----- | ----- | ----- | ----- | - | ------ | - |
| 07.08 | 13:00 | Tajlandia        | 0:3   | Australia       | 14:25 | 22:25 | 16:25 |       |   |        |   |
| 07.08 | 15:00 | Korea Południowa | 1:3   | Chińskie Tajpej | 25:21 | 15:25 | 16:25 | 16:25 |   |        |   |

#### Półfinały
| Data  | Godz. | Drużyna 1 | Wynik | Drużyna 2 | 1     | 2     | 3     | 4     | 5     | Widzów | * |
| ----- | ----- | --------- | ----- | --------- | ----- | ----- | ----- | ----- | ----- | ------ | - |
| 07.08 | 17:00 | Japonia   | 3:1   | Katar     | 22:25 | 25:23 | 25:17 | 25:23 |       |        |   |
| 07.08 | 19:00 | Chiny     | 2:3   | Iran      | 25:21 | 25:20 | 9:25  | 19:25 | 14:16 |        |   |

#### Mecz o 7. miejsce
| Data  | Godz. | Drużyna 1 | Wynik | Drużyna 2        | 1     | 2     | 3     | 4 | 5 | Widzów | * |
| ----- | ----- | --------- | ----- | ---------------- | ----- | ----- | ----- | - | - | ------ | - |
| 08.08 | 13:00 | Tajlandia | 0:3   | Korea Południowa | 22:25 | 18:25 | 22:25 |   |   |        |   |

#### Mecz o 5. miejsce
| Data  | Godz. | Drużyna 1 | Wynik | Drużyna 2       | 1     | 2     | 3     | 4     | 5 | Widzów | * |
| ----- | ----- | --------- | ----- | --------------- | ----- | ----- | ----- | ----- | - | ------ | - |
| 08.08 | 15:00 | Australia | 3:1   | Chińskie Tajpej | 32:30 | 25:15 | 21:25 | 25:22 |   |        |   |

#### Mecz o 3. miejsce
| Data  | Godz. | Drużyna 1 | Wynik | Drużyna 2 | 1     | 2     | 3     | 4     | 5    | Widzów | * |
| ----- | ----- | --------- | ----- | --------- | ----- | ----- | ----- | ----- | ---- | ------ | - |
| 08.08 | 15:00 | Chiny     | 3:2   | Katar     | 25:23 | 25:19 | 21:25 | 24:26 | 15:9 |        |   |

#### Finał
| Data  | Godz. | Drużyna 1 | Wynik | Drużyna 2 | 1     | 2     | 3     | 4     | 5 | Widzów | * |
| ----- | ----- | --------- | ----- | --------- | ----- | ----- | ----- | ----- | - | ------ | - |
| 08.08 | 17:30 | Iran      | 1:3   | Japonia   | 17:25 | 22:25 | 25:18 | 22:25 |   |        |   |

## Klasyfikacja końcowa
| Miejsce | Reprezentacja    |
| ------- | ---------------- |
| złoto   | Japonia          |
| srebro  | Iran             |
| brąz    | Chiny            |
| 4.      | Katar            |
| 5.      | Australia        |
| 6.      | Chińskie Tajpej  |
| 7.      | Korea Południowa |
| 8.      | Tajlandia        |
| 9.      | Kazachstan       |
| 10.     | Pakistan         |
| 11.     | Indie            |
| 12.     | Bahrajn          |
| 13.     | Sri Lanka        |
| 14.     | Kuwejt           |
| 15.     | Oman             |
| 16.     | Turkmenistan     |

## Nagrody indywidualne
| MVP              | Najlepszy atakujący | Najlepsi przyjmujący         | Najlepsi środkowy             | Najlepszy rozgrywający | Najlepszy libero |
| ---------------- | ------------------- | ---------------------------- | ----------------------------- | ---------------------- | ---------------- |
| Kunihiro Shimizu | Farhad Piroutpour   | Purija Fajjazi Hamzeh Zarini | Zhang Zhejia Mostafa Sharifat | Hideomi Fukatsu        | Daisuke Sakai    |